# 趙麗華 (1964年)
赵丽华（1964年11月27日—），女，河北省霸州市人，中文作家，河北省廊坊市人大副主席杨文华的第二任妻子。
担任全国“柔刚诗歌奖” 评委，先后担任《诗歌月刊》全国“爱情诗”大奖赛评委及全国“探索诗”大奖赛评委等。2006年，因其诗歌题材迥异，作品形式相对另类，引发争议，被网友戏称为“口水诗”，赵丽华的诗歌风格和仿制她诗歌风格的诗歌，被人们称为“梨花体”。同时因其诗作“大白话”“口水化”气息浓厚的特点，在众多知名和不知名的大小网站均遭到无数网友的非议，并引发了模仿热潮，这种模仿戏谑为“梨花教”，赵丽华也被称作“梨花教主”。

## 作品
- 诗集：《赵丽华诗选》、《我将侧身走过》
- 合集：《九人诗选》、《中国实力女诗人六人集》
- 主编：《中国诗选》、《中国女诗人合集》

## 家庭
- 丈夫：杨文华，1958年出生，原河北省廊坊市香河县县委书记，现任河北省廊坊市人大任副主席。与前任妻子离异。
- 大女儿：杨若1988年6月13日出生,在河北上完高二，2006年3月17日随母落户北京。2007年高考，上北京外国语大学小语种。毕业后进入北京海关，2011年10月1日结婚。
- 二女儿：2017年8月11日出生。